# 張宿三
長蛇座μ，又名BD-16 3052，HD 90432、SAO 155980、HR 4094，是長蛇座的一颗恒星，视星等为3.81，位于銀經259.99，銀緯33.65，其B1900.0坐标为赤經10h 21m 15.2s，赤緯-16° 33.65′ 33″。